# Parametro L di McIlwain
Il parametro L di McIlwain (intitolato a Carl E. McIlwain), conosciuto in inglese anche come L-shell o L-value, è un parametro che descrive un particolare insieme di linee di flusso del campo magnetico planetario. In realtà, di solito con il termine L-shell si intende una superficie in cui il parametro L è costante. Informalmente, si può dire che il parametro L spesso descrive l'insieme di linee di flusso del campo magnetico che attraversano l'equatore magnetico ad un numero di Raggi terrestri pari al valore di L. Per esempio, "{\displaystyle L=2}" descrive l'insieme di linee di flusso del campo magnetico terrestre che attraversano l'equatore magnetico terrestre a due raggi terrestri dal centro della Terra. I parametri L possono inoltre descrivere il campo magnetico di altri pianeti.  In tali casi, il parametro è rinormalizzato per il raggio planetario e per il modello di campo magnetico corrispondente.
Sebbene il parametro L sia formalmente definito in termini del vero campo magnetico terrestre istantaneo (o di un modello di ordine elevato, quale l'IGRF), esso spesso è usato per avere una descrizione generale dei fenomeni magnetici in prossimità della Terra, nel qual caso può essere approssimato utilizzando il modello dipolare del campo magnetico terrestre.

## Moti di particelle cariche in un campo di dipolo
I moti di particelle cariche a bassa energia nel campo magnetico terrestre (o in ogni campo magnetico quasi-dipolare) possono essere utilmente descritti in termini di coordinate di McIlwain (B,L)  la prima delle quali, B  è semplicemente l'intensità (o lunghezza) del vettore campo magnetico.
Questa descrizione è particolarmente importante quando il raggio di Larmor dell'orbita delle particelle cariche è piccola rispetto alla scala spaziale per le variazioni del campo.  Quindi una particella carica seguirà fondamentalmente un percorso elicoidale orbitando attorno alla linea locale del campo. In un sistema locale di coordinate {x,y,z}  nel quale z  segue la direzione del campo, il moto trasversale rappresenterà approssimativamente una circonferenza, attorno al "centro guida", che è il centro dell'orbita, o attorno alla linea locale del campo B , con il raggio di Larmor e la frequenza caratteristici di un moto di ciclotrone per l'intensità del campo, mentre il contemporaneo moto nella direzione z  sarà a velocità approssimativamente uniforme, poiché la componente della forza di Lorentz nella direzione della linea del campo è nulla.
Al livello successivo di approssimazione, quando le orbite delle particelle si spostano lungo la linea del campo, nella cui direzione il campo varia lentamente, il raggio dell'orbita varia in modo da mantenere il flusso magnetico fissato al valore costante dell'orbita. Poiché la forza di Lorentz è strettamente perpendicolare alla velocità, essa non può far variare l'energia di una particella carica in moto sotto la sua azione. Quindi l'energia cinetica della particella rimane costante. Ma allora deve rimanere costante anche la sua velocità. Da ciò, si può dimostrare che la componente della velocità della particella parallela al campo locale deve diminuire se il campo è crescente nella direzione z  del suo moto e aumentare se il campo decresce, mentre le componenti trasversali, rispetto al campo, della velocità aumentano o diminuiscono in modo da mantenere costante il modulo della velocità totale. La conservazione dell'energia impedisce alla velocità trasversale di aumentare senza limiti e, alla fine, la componente longitudinale della velocità diventa zero mentre l'angolo tra il vettore velocità della particella e la linea del campo magnetico locale diventa 90°. Quindi il moto longitudinale viene fermato e invertito e la particella viene riflessa verso le regioni in cui campo è più debole e, a questo punto, il centro di guida ripercorre il suo moto precedente lungo la linea di campo, con la velocità trasversale della particella che diminuisce e la sua velocità longitudinale che aumenta.
Nel campo (approssimativamente) dipolare della Terra, il modulo del campo è maggiore in prossimità dei poli magnetici e minore in prossimità dell'equatore magnetico. Quindi, dopo che la particella attraversa l'equatore, incontrerà di nuovo regioni di campo crescente, finché non si fermerà di nuovo al cosiddetto punto di specchio magnetico (in inglese magnetic mirror point), dal lato opposto rispetto all'equatore. Il risultato è che, quando la particella orbita attorno al centro guida sulla linea del campo, rimbalza avanti e indietro tra il punto specchio nord e il punto specchio sud, rimanendo approssimativamente sulla stessa linea di campo. La particella è perciò intrappolata per sempre e non può sfuggire dalla regione della Terra. Le particelle per le quali l'angolo tra il vettore velocità e la linea del campo magnetico locale è troppo piccolo possono colpire la parte superiore dell'atmosfera se non rimbalzano prima che la loro linea di campo si avvicini troppo alla Terra, nel qual caso alla fine saranno disperse dagli atomi nell'aria, perderanno energia e andranno perse dalle fasce in cui erano confinate.
Tuttavia, per particelle che rimbalzano ad altitudini sicure, (ancora in un ulteriore livello di approssimazione) il fatto che il campo generalmente aumenti verso il centro della Terra significa che la curvatura sul lato dell'orbita più vicina alla Terra è leggermente maggiore rispetto al lato opposto, in modo che l'orbita abbia un andamento leggermente non circolare, con una forma (prolata) cicloidale e il centro di guida si muove lentamente perpendicolarmente sia verso la linea del campo che verso la direzione radiale. Il centro guida dell'orbita ciclotronica, invece di spostarsi esattamente lungo la linea di campo, quindi si sposta lentamente verso est o ovest (a seconda del segno della carica della particella) e la linea locale che collega i due punti specchio in qualsiasi momento, spazza lentamente una superficie che li connette mentre si muove in longitudine. Alla fine la particella andrà alla deriva interamente attorno alla Terra e la superficie sarà chiusa su se stessa. Queste superfici di deriva, annidate come strati di una cipolla, sono le superfici in cui L  è costante nel sistema di coordinate di McIlwain. Esse si applicano non solo per un campo di dipolo perfetto, ma anche per i campi che sono approssimativamente dipolari. Per una data particella, purché sia coinvolta solo la forza di Lorentz, B  e L  rimangono costanti e le particelle possono essere intrappolate indefinitamente. L'uso delle coordinate (B,L)  ci fornisce un modo di mappare il campo terrestre o planetario reale, non dipolare, in coordinate che si comportano essenzialmente come quelle di un dipolo perfetto. Il parametro L  è espresso, tradizionalmente, in raggi terrestri, del punto in cui la corrispondente L-shell, cioè la corrispondente superficie in cui L è costante, attraversa l'equatore magnetico del dipolo equivalente.  B  è misurato in gauss.

## Equazione per L in un campo di dipolo magnetico
In un modello di campo centrale di dipolo magnetico, il percorso lungo una data L-shell può essere descritto dall'equazione
{\displaystyle r=L\cos ^{2}\lambda }
dove {\displaystyle r} è la distanza radiale (in raggi planetari) da un punto sulla linea, {\displaystyle \lambda } è la latitudine geomagnetica e {\displaystyle L} indica la L-shell in questione.

## Le L-shell in prossimità della Terra
Per la Terra, le L-shell definiscono in modo univoco regioni di particolare interesse geofisico.  Alcuni fenomeni fisici si verificano nella ionosfera e nella magnetosfera presso caratteristiche L-shell, corrispondenti a caratteristici valori di L. Per esempio, i fenomeni luminosi aurali sono maggiormente comuni intorno a L=6, possono raggiungere L=4 durante perturbazioni moderate e durante le tempeste geomagnetiche più intense possono avvicinarsi a L=2. Le fasce di Van Allen corrispondono approssimativamente a L = 1,5-2,5 e L = 4-6. La plasmapausa tipicamente è intorno a L=5.

## Le L-shell in prossimità di Giove
Il campo magnetico di Giove è il campo planetario più intenso nel sistema solare. Tale campo magnetico intercetta elettroni con energie superiori a 500 MeV Le L-shell caratteristiche sono L=6, dove la distribuzione degli elettroni subisce un marcato aumento di energia, and L=20-50, dove l'energia degli elettroni diminuisce al regime di emissioni in VHF e la magnetosfera alla fine lascia il posto al vento solare. Poiché gli elettroni intrappolati da Giove contengono tanta energia, si diffondono più facilmente attraverso le L-shell rispetto agli elettroni intrappolati nel campo magnetico terrestre. Una conseguenza di ciò è uno spettro radio più continuo e uniformemente variabile emesso da elettroni intrappolati in risonanza ciclotronica elettronica.

### Ulteriori letture
- Tascione, Thomas F. (1994), Introduction to the Space Environment (2nd ed.), Malabar, FL: Kreiger
- Margaret Kivelson and Christopher Russell (1995), Introduction to Space Physics, New York, NY: Cambridge University Press, pp. 166–167